# Stephan Siemer

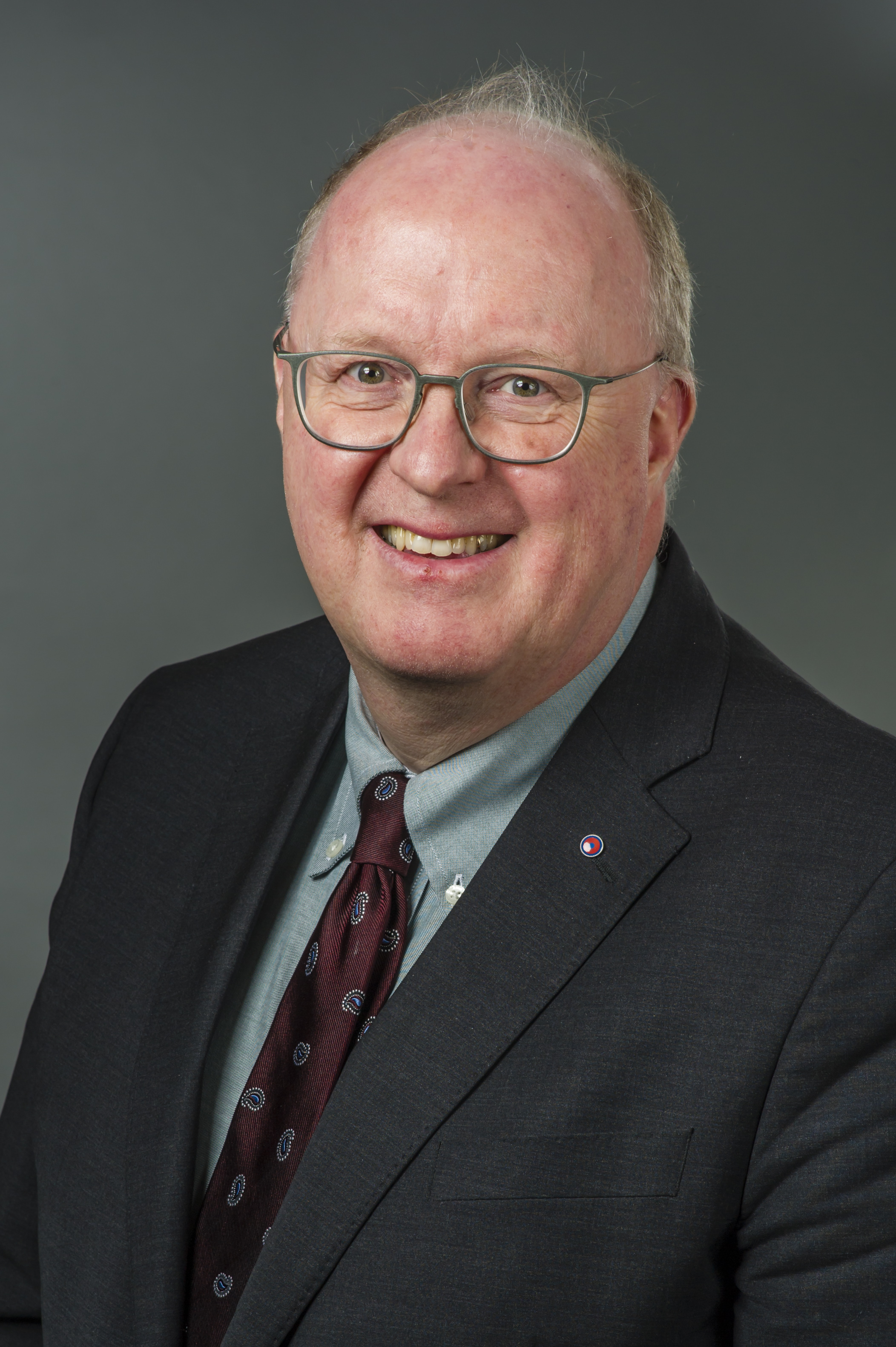
Stephan Siemer (2018)

Stephan Siemer (* 21. Oktober 1961 in Vechta) ist ein deutscher Politiker (CDU). Er war von Februar 2008 bis November 2022 Abgeordneter des Niedersächsischen Landtags. Zudem ist er Mitglied des Präsidiums der CDU in Niedersachsen.

## Leben
Siemer machte im Jahr 1981 sein Abitur in Vechta und studierte anschließend Betriebswirtschaftslehre an der Universität Passau und an der Universität Köln. Nach einem anschließenden Auslandsstudium an der Pennsylvania State University in den Vereinigten Staaten und der französischen C.E.R.A.M machte er 1986 seinen Abschluss als Master of Business Administration (MBA). Im Jahr 1991 folgte die Promotion zum Dr. rer. pol. an der Technischen Hochschule Darmstadt. Zwischen 1986 und 2002 hatte er verschiedene berufliche Tätigkeiten inne. Seit 2002 ist er Inhaber der August Siemer Landhandel e.K.
Stephen Siemer ist römisch-katholischer Konfession und ledig.

## Politik
Siemer trat im Jahr 1981 der CDU bei und wurde bald stellvertretender Vorsitzender des CDU-Stadtverbandes in Vechta. Er war seit 2006 Ratsherr der Stadt Vechta und außerdem Kreistagsabgeordneter im Landkreis Vechta. Siemer ist Mitglied im Vorstand des Verbundes Oldenburger Münsterland e.V. und der Berufsakademie Oldenburger Münsterland e.V. Von 2008 bis 2022 war er für den Wahlkreis Vechta Mitglied des Niedersächsischen Landtages. Von 2017 bis 2022 war er dort Sprecher der CDU-Fraktion für Bundes- und Europaangelegenheiten. Bei der Landtagswahl 2022 trat er nicht erneut an.